# Gardinovec
Gardinovec är en ort i Kroatien.   Den ligger i länet Međimurje, i den nordöstra delen av landet, 80 km nordost om huvudstaden Zagreb. Gardinovec ligger 155 meter över havet och antalet invånare är 1 005.
Terrängen runt Gardinovec är platt. Runt Gardinovec är det ganska glesbefolkat, med 36 invånare per kvadratkilometer. Närmaste större samhälle är Čakovec, 10,6 km väster om Gardinovec. Trakten runt Gardinovec består till största delen av jordbruksmark.